# Philippe Habert (Schriftsteller)
Philippe Habert (* 1604 in Paris; † 26. Juli 1637 in Houdeng-Aimeries, Hennegau) war ein französischer Schriftsteller.
Zusammen mit seinem Bruder Germain und seinem Cousin Henri Louis war er einer der Trois Habert.
Habert war mit einem der Gründungsmitglieder der Académie française, Valentin Conrart befreundet und wurde von diesem auch beauftragt, die Statuten der Akademie auszuarbeiten. Habert wurde der erste Inhaber des Fauteuil 11. 1639 folgte ihm Jacques Esprit auf diesem Platz nach.
Habert starb als Hauptmann der Artillerie im Alter von 33 Jahren, als in Aimeries ein Munitionsdepot explodierte und er unter den Trümmern begraben wurde.